# Alicia Alighatti
Alicia Alighatti (Easton, Pennsylvania; 21 de junio de 1984) es una actriz pornográfica estadounidense.
Originaria de Easton, Pennsylvania, comenzó a trabajar a la edad de 13 años en un pequeño local en Bit By Bit Equestrian Center y finalmente llegó a trabajar como asistente de oficina hasta el 2002.
Debutó en la industria del porno en el año 2004. Su nombre artístico se debe a Dante Alighieri.
En 2006, ganó dos Premios AVN por la película Darkside dirigida por James Avalon para la productora Red Light District.

## Premios
- 2006 Premio AVN a la mejor escena de sexo oral (Película) por Darkside[2]
- 2006 Premio AVN a la mejor escena de sexo en grupo (Película) por Darkside[2]